# Ringuette
La ringuette est un sport d'équipe féminin qui présente plusieurs similitudes avec le hockey sur glace. La ringuette se joue sur une patinoire, avec des patins, oppose deux équipes de cinq joueuses et une gardienne et c'est l'équipe qui marque le plus de buts qui gagne. Toutefois, les comparaisons s'arrêtent là. La ringuette se joue avec un bâton droit, sans palette, pour pouvoir transporter un anneau de caoutchouc bleu. Sous cet aspect, elle emprunte au gouret de salon, sport d'intérieur joué sans patins. L'objectif est de compter des buts en lançant l'anneau dans le filet de l'équipe adverse (les filets sont identiques à ceux utilisés au hockey sur glace).

## Histoire
Ce sport est inventé en 1963 par Sam Jack à North Bay en Ontario et par Mirl "Red" McCarthy à Espanola, également en Ontario. Pendant les dix premières années, la ringuette est surtout jouée en Ontario et au Québec, mais par la suite le sport se développe à travers le Canada. Aujourd'hui dans toutes les provinces canadiennes, des clubs féminins pratiquent ce sport. La ringuette est aussi populaire dans plusieurs autres pays tels que la Suède, la Finlande, la République tchèque, la Russie et le nord des États-Unis. Des championnats mondiaux de ringuette ont lieu tous les trois ans.
Le Canada possède la plus grande communauté de joueuses avec plus de 50 000 participantes, ; les catégories de joueuses sont nombreuses, allant du niveau préscolaire à celle de l'élite nationale. Cela comprend aussi près de 500 garçons qui jouent à la ringuette surtout dans les catégories d'âge plus jeunes. Plus de 7 000 personnes œuvrent à titre d'entraîneurs et plus de 1 700 autres bénévoles sont des arbitres accrédités.
La ringuette est un sport dont les règles du jeu évoluent. Ainsi en 2000, le jeu est devenu encore plus rapide avec l’introduction de la règle des 30
secondes au chronomètre. Les règlements et les règles sont évalués tous les quatre ans par la Fédération Internationale de Ringuette,.

## Règlements officiels de la ringuette
Les règles présentées dans cette section sont soit les règles de la fédération internationale de ringuette, International Ringette Federation (également désignée par le sigle IRF) soit par Ringuette Canada, l’organisme directeur pour la ringuette au Canada.

### Nombre de joueuses
Une équipe est habituellement composée de onze à dix-huit joueuses ; réglementairement, il faut au moins sept joueurs et dix-huit au maximum et les différentes joueuses peuvent se remplacer à leur banc à n'importe quel moment durant le match. L'IRF prévoit quant à elle que l'équipe peut accueillir jusqu'à vingt joueurs.
Seulement six joueuses de chaque équipe peuvent être sur la glace au même moment. Les postes habituels sont les mêmes qu'au hockey sur glace, à savoir : un centre, deux ailiers, deux défenseurs et une gardienne de but. Par contre, une équipe peut avoir à jouer en désavantage numérique lorsqu'elle reçoit une ou plusieurs pénalités. Le nombre de joueuses permises ne peut cependant pas descendre plus bas que quatre,.
Une équipe peut décider de remplacer sa gardienne de but pour la remplacer par une joueuse de plus. Si la gardienne est retirée et que le jeu revient dans la zone défensive de l'équipe en question, une seule joueuse à la fois peut prendre la place de la gardienne dans son demi-cercle. Au moment où la joueuse est là, elle doit suivre les mêmes règlements que la gardienne de but et devient alors « gardien de but intermédiaire ».

### Temps de jeu
Pour les catégories les plus jeunes, un match de ringuette conventionnel dure trente minutes, décomposé en deux périodes de quinze minutes. Ce temps passe  à deux fois vingt minutes à partir de la catégorie junior (14-15 ans). Le règlement international prévoit quant à lui quatre périodes de quinze minutes. Le match se déroule à temps arrêté, sauf si l'écart de point est de sept buts ou plus[réf. nécessaire]. En cas de prolongation, sa durée est à l’appréciation de l'organisateur de la rencontre mais il est conseillé que ce temps soit égal au temps d'une période,. Les joueuses disposent de deux minutes de réchauffement et d'une minute entre les périodes. Au Canada, les temps augmentent lors des matchs de la Ligue nationale de ringuette.
Une équipe peut également demander un temps mort de trente secondes calculé par le chronomètre de décompte, s'il y en a un. Ce chronomètre est désormais obligatoire au Canada pour tous les niveaux à partir d'atome jusqu'à l'élite.

### Les patinoires

#### Lignes bleues
Les patinoires utilisées sont globalement les mêmes que pour le hockey sur glace et elles comprennent ainsi deux lignes bleues parallèles aux lignes de but et divisant le terrain en trois parties,. Les joueuses n'ont pas le droit de transporter l'anneau à travers les lignes bleues : elles doivent faire avancer l'anneau en le passant à une coéquipière. La joueuse ne peut pas toucher l'anneau de l'autre côté de la ligne bleue avant qu'une joueuse de son équipe ou de l'équipe adverse y touche,.
Une joueuse ne peut pas passer l'anneau à travers les deux lignes bleues du même coup. Si c'est le cas, une joueuse de l'équipe adverse devra toucher l'anneau avant que n'importe quelle joueuse de son équipe puisse avoir le droit de le prendre,.
La gardienne peut faire passer l'anneau de l'autre côté de la ligne bleue, mais son équipe devra attendre cinq secondes avant de pouvoir le reprendre.

#### Ligne de ringuette
La ligne de ringuette désigne la ligne en haut des cercles de mises en jeux en zone offensive et défensive. Elle délimite la zone any-three-in de la zone de jeu libre. Excepté dans deux cas, seulement trois joueuses de chaque équipe, plus la gardienne de l'équipe défensive, sont autorisées à jouer à l'intérieur de la zone restreinte,. Les deux exceptions sont :
1. quand l'équipe défensive a deux punitions (ou plus) : seulement deux joueuses peuvent y entrer[RC 14],[IRF 9].
2. quand l'équipe offensive a retiré sa gardienne, alors une joueuse en plus peut y entrer[RC 15],[IRF 10].

Si plus de trois joueuses se trouvent dans la zone à accès restreint offensive, l'arbitre devra compter cinq secondes après la fin de l'effraction durant lesquelles l'équipe en faute ne pourra pas prendre possession de l'anneau. Si une équipe commet cette infraction en zone défensive le résultat est une pénalité.
Au Québec, ce style de jeu n'est pas applicable aux catégories moustique (U9) et novice (U10) dans les classes B et C. Les équipes jouent donc un style appelé « SANS ZONE ». Ainsi, il concerne uniquement les catégories novice (U10) de classe A et les catégories atome (U12), benjamine (U14). junior (U16), cadette (U19), juvénile, intermédiaire et open (19+) dans toutes les classes (AA, A, B, C).

### Demi-cercle
Le demi-cercle est la zone réservée à la gardienne de but qui est définie sur la glace devant son filet. La gardienne est la seule à pouvoir y entrer. Si une joueuse passe dans ce demi-cercle, elle et son équipe devront attendre cinq secondes avant de pouvoir toucher à l'anneau, sinon l'anneau ira à l'autre équipe.
Quand l'anneau s'arrête dans le demi-cercle elle devient jeux de la gardienne[pas clair]. La gardienne a alors cinq secondes pour le remettre en jeux avec son bâton ou en le lançant. Elle n'a cependant pas le droit de le lancer avec sa main en dehors de la zone défensive. Si la gardienne ne remet pas l'anneau en jeux après cinq secondes, l'anneau va à l'équipe adverse pour une mise en jeu dans sa zone.
La gardienne peut jouer l'anneau en dehors de son demi-cercle, mais seulement avec son bâton. Si elle la prend avec sa main à l'extérieur, elle recevra une pénalité.

### Shot-clock
Le shot-clock est un tableau électronique (servant de chronomètre) posé sur les baies vitrés qui fait un décompte de trente secondes (le même principe est utilisé au basket-ball). Il n'est utilisé qu'à partir de la catégorie Novice A (8-10 ans) en Ontario et au Québec donc avec leur ligue.
L'équipe en possession de l'anneau a donc trente secondes pour organiser son attaque à partir du moment où elle touche à l'anneau. Pendant ce temps elle doit obtenir un lancer sur la gardienne adverse. Le shot-clock revient à trente secondes à chaque fois que la possession de l'anneau change d'équipe ou quand il touche la gardienne adverse (même si elle ne réussit pas à contrôler l'anneau).
Si l'équipe reste avec la possession de l'anneau sans lancer au but pendant plus de trente secondes, le shot-clock sonne et l'anneau va à l'autre équipe.

### Pénalités
Les pénalités à la ringuette ont le même concept qu'au hockey sur glace, avec une exception notable : les contacts physiques ne sont pas permis. Les pénalités sont divisées en pénalités mineures, pénalités majeures et pénalités de match ou d'inconduites.
Pénalités mineures : Donner de la bande, mise en échec, coup de bâton, donner de l'épaule, retenir, accrochage, bâton élevé (la pénalité est donnée dès que le bâton s'élève plus haut que les épaules), faire trébucher, contact physique, obstruction, retarder la partie, trop de joueuses sur la glace, conduite antisportive et substitution illégale. Dans ce cas la joueuse prise en défaut doit aller sur le banc de pénalité pour deux minutes et son équipe joue avec un déficit d'une joueuse. La pénalité prend fin si l'autre équipe marque un but (s'il y a deux pénalités, la première prendra fin), sauf dans le cas de pénalité à effectuer entièrement tel que l'antisportif ou les punitions de 4 minutes.
Pénalités majeures : Habituellement données pour de sérieuses effractions, jugées dans le but de blesser. Ces pénalités durent quatre minutes et ne prennent pas fin si l'équipe adverse marque.
Pénalités de match ou d'inconduites: Expulsion du match. Pour des effractions majeures comme paroles offensantes envers un officiel. L'équipe en faute ne joue pas en désavantage numérique.
Une pénalité n'est pas donnée tant que l'équipe prise en faute ne prend pas le contrôle de l'anneau, dans ce cas le jeu continue. Dans le cas d'une pénalité mineure, la pénalité sera annulée si pendant ce temps un but est marqué par l'équipe adverse, sauf s'il s'agit d'une pénalité pour conduite anti-sportive. Celle-ci doit être purgée en totalité. Elle empêche également les autres joueuses punies de quitter le banc car la pénalité pour conduite anti-sportive prévaut sur les pénalités subséquentes.
Lorsqu'une joueuse se présente en échappée et qu'une joueuse de l'équipe adverse tente de l'arrêter par des moyens qui sont interdits, l'officiel pourra alors décider de donner un lancer de pénalité. La joueuse non fautive aura l'anneau au milieu de la patinoire et devra tenter de marquer un but contre la gardienne adverse, elle n'a cependant pas le droit de revenir sur ses pas.
Une équipe ne peut avoir que deux pénalités à la fois. Si une équipe obtient une troisième pénalité (ou même plus), la joueuse en question va s'asseoir sur le banc des pénalités, par contre son temps ne commence pas tant qu'une des deux autres pénalités indiquées au tableau se termine. Une équipe doit toujours avoir un minimum de trois joueuses sur la glace (peu importe le nombre de pénalités). Si en sortant du banc des pénalités une joueuse mettait son équipe avec trop de joueuses sur la glace, elle doit attendre un arrêt de jeu pour pouvoir sortir (exemple si l'équipe a trois pénalités, lorsque la première se termine il y a toujours deux pénalités donc l'équipe se retrouverait à quatre joueuses alors qu'ils n'ont seulement droit qu'à trois). L'équipe devra alors retirer une joueuse de la glace.
Une équipe qui a deux pénalités a seulement droit à deux joueuses dans la zone Any-three-in. La troisième joueuse peut cependant rester dans la zone défensive.

### Hors-Jeux
Les premiers hors-jeux sont ceux associés à un non-respect d'un cinq secondes de l'arbitre (Cinq secondes sans que ton équipe ait le droit de toucher à l'anneau). Ils arrivent dans plusieurs situations : Passer dans le demi-cercle de la gardienne, quatre dans la zone Any-tree-in offensif, la gardienne a fait passer l'anneau de l'autre côté de la ligne bleue. Ensuite il y a les autres hors-jeux comme : L'anneau ne circule plus, mettre le patin sur l'anneau, toucher à l'anneau des deux côtés de la ligne bleue, toucher à l'anneau pendant un dégagement interdit, le filet est déplacé, l'anneau touche le filet protecteur, la gardienne n'a pas remis l'anneau en jeu en cinq secondes, une équipe ne respecte pas le shot-clock.
Lorsqu'un hors-jeu survient, on remet l'anneau à l'équipe non fautive. La mise au jeu s'effectue dans la moitié d'un des cinq cercles de mise en jeux. La joueuse dispose de cinq secondes pour faire une passe, elle ne doit pas dépasser les limites du demi-cercle et aucune autres joueuses n'a le droit d'y entrer. Si une de ces règles n'est pas respectée, on remet l'anneau à l'autre équipe. La joueuse qui effectue la mise en jeu a le droit de lancer au but.

### Prolongation
Lors de matchs de la saison régulière, il n'y aura pas de prolongation (le match se termine en nulle). La prolongation aura lieu aux matchs joués en tournois (dépendant de son importance) ou dans les séries éliminatoires de fin de saison.
La prolongation d'un match dure 5 minutes à cinq contre cinq et si l'égalité perdure, on organisera des tirs de barrage (comme au hockey sur glace). L'équipe qui commence la prolongation avec l'anneau et/ou qui  effectue le premier tir de barrage est tirée au sort. Lors de finale de tournois on de championnat, la prolongation dure 15 minutes (ou 20 minutes pour les équipes qui jouent dans ce format) à cinq contre cinq. Si à la fin de ce temps aucun but n'est marqué, une autre période suivra (et ainsi de suite). Le match se termine lorsqu'un but est marqué.

### Équipement
L'équipement requis pour une joueuse de ringuette est le suivant:
- Patins
- Jambières
- Gaine (remplace la culotte de hockey)
- Pantalons (remplace les bas de hockey)
- Gants
- Protège coudes
- Épaulettes
- Protège cou
- Casque
- Visière ou grille pour ringuette
- Protecteur buccal
- Chandail

Les bâtons de ringuette ont beaucoup évolué durant les dernières années. Ils possèdent des bouts effilés en bois, en métal ou en plastique, spécialement conçu avec des rainures pour faciliter le contrôle de l'anneau, la force et la précision des lancers. Un bâton de ringuette doit être solide pour résister aux coups de bâton des adversaires lorsqu'elles tentent d'enlever l'anneau. C'est pourquoi beaucoup privilégient encore les bâtons de bois (de type Ring-Jet, le bâton le plus utilisé). Toutefois, plusieurs modèles assez récent  en aluminium ou en composite se trouvent sur le marché.
La gaine est en fait une culotte de hockey (mais beaucoup plus mince), elle ressemble beaucoup à ce qu'on utilise en Roller hockey.
Les pantalons se portent par-dessus la gaine et les jambières. De plus en plus on voit des équipes porter des pantalons spécialement fabriqués pour le roller hockey.
Les épaulettes sont obligatoires jusqu'à l'âge de 16 ans. Par la suite la joueuse décide si elle désire jouer avec ou sans épaulettes. Certaines joueuses préfèrent jouer sans car elles ont plus de mobilité et elles améliorent ainsi leur lancers. Depuis quelques années existe une alternative: des chandails avec des petits pads à l'intérieur, selon un principe déjà utilisé encore en roller hockey.
Les grilles de hockey ne peuvent pas être utilisées car le bout d'un bâton de ringuette peut y entrer. Alors, une grille de ringuette est spécialement fabriquée avec des triangles pour remplacer les carrés. Une joueuse de ringuette ne peut pas jouer avec une demi visière (même dans la Ligue Nationale de Ringuette).
Le protecteur buccal est obligatoire seulement dans la ringuette de niveau élite à partir de benjamine (12-13 ans) à cadette (16-17-18 ans). Ringuette Québec l'impose à ses joueuses à partir du niveau atome (10-11 ans) sauf pour les gardiennes de but.
L'équipement requis pour une gardienne de but est le suivant :
- Bâton de gardien de but
- Patins de gardien de but
- Jambière de gardien de but
- Culotte de hockey
- Plastron
- Bas (facultatif)
- Casque de gardien de but
- Chandail
- Bouclier
- Mitaine

Ce que la gardienne porte dans la main qu'elle attrape est à son choix. Il y a plusieurs options pour elle. En plus de la mitaine, la gardienne de but peut entre autres, utiliser un gant. Ce gant est rempli de pads et il facilite les remises de la gardienne (elle peut aisément prendre l'anneau pour la lancer). Par contre, il est très peu utilisé dans la ringuette de haut niveau, car les lancers sont trop forts et la gardienne pourrait se blesser. Ensuite il peut arriver qu'une gardienne joue avec deux boucliers, de cette façon elle peut facilement lancer l'anneau tout en gardant plus de surface dans son but (en plus de mieux protéger sa main). Dernièrement, la compagnie Nami a conçu une mitaine spéciale qui ressemble à une mitaine conventionnelle, mais la main de la gardienne peut bouger comme elle le fait dans un bouclier.
La gardienne choisi si elle préfère les bas de hockey ou les pantalons que portent les joueuses (elle les porte en dessous de sa culotte de hockey).
Comme les joueuses, la gardienne doit avoir une grille fait de triangles.

## Différence avec le hockey
La ringuette ressemble au hockey par l'équipement et la surface de jeu, mais les règles et l'approche du jeu sont  différents. Au hockey, on a besoin de concentration pour manipuler la rondelle. À la ringuette, la difficulté est de piquer l'anneau. Piquer l'anneau c'est le placer le bout de son bâton au centre de l'anneau (habituellement en mouvement) pour en prendre le contrôle. Lorsque l'anneau est en possession d'une joueuse il est plus facile à contrôler qu'une rondelle, ce qui rend le travail de l'équipe défensive plus ardu. Pour enlever l'anneau à une adversaire il faut lui donner un coup de bâton sous le sien (les coups sont acceptés dans le premier tiers du bâton, souvent d'une autre couleur sur les bâtons, si le coup est plus haut une pénalité peut être donnée).
Il n'y a pas de contacts physiques (mise en échec) intentionnels permis à la ringuette car les règles sont orientées vers la sécurité. Toutefois, lorsqu'un contact survient, une pénalité est donnée. De plus les lignes bleues obligent les équipes à faire des passes. Ces derniers règlements font que la ringuette est un jeu sécuritaire concentré principalement sur la vitesse, les passes et le jeu d'équipe. Une équipe ne peut pas dépendre d'une ou deux joueuses dominantes. L'absence de mise en échec et la facilité à contrôler l'anneau force les joueuses à patiner plus vite pour reprendre contrôle de l'anneau ou le garder, ce qui augmente considérablement le tempo du match. De plus le contrôle de l'anneau donne aussi généralement un nombre de buts plus élevés qu'au hockey sur glace, même si cet anneau est plus gros qu'une rondelle. C'est pour toutes ces raisons que la ringuette est officiellement appelée le sport d'équipe le plus rapide sur glace par les différentes associations de Ringuette.

## Niveaux de jeu
Il y a plusieurs niveaux de jeu à la ringuette, placés en catégorie d'âge. Les divisions d'âges ont récemment été renommées par Ringuette Canada pour la saison 2009-2010. Elles sont maintenant désignés par U, du terme anglais under, qui veut en fait dire moins de.
-Les catégories sont :
- U8  aussi appelé Moustique. Pour les sept ans et moins. C'est un programme pour les débutants, et dans cette catégorie les garçons peuvent jouer avec les filles.
- U10  aussi appelé Novice. Pour les huit et neuf ans. Les joueuses moustique qui présentent d'importantes habiletés peuvent directement y accéder. Les catégories sont Novice A, B et C.
- U12  aussi appelé Atome. Pour les dix et onze ans. Les catégories sont Atome A, B et C.
- U14  aussi appelé Benjamine. Pour les douze et treize ans. Les catégories sont Benjamine A, B et C.
- U16  aussi appelé Junior. Pour les quatorze et quinze ans. Les catégories sont AA, A, B et C.
- U19  aussi appelé Cadette. Pour les seize à dix-huit ans. Les catégories sont AA, A, B et C. Aux quatre ans il y a aussi des équipes de AAA qui désignent les équipes qui représente chaque province aux Jeux du Canada.
- 19+  aussi appelé Open au Canada ou Élite en Finlande. Pour les dix-neuf ans et plus. Les catégories sont Open A, B et LNR (Ligue Nationale de Ringuette).
- Juvénile  A, B, C (19 à 23 ans).
- Intermédiaire  A, B, C (21 ans et plus).
- Senior  (30 ans et plus).

Les hommes et les jeunes garçons ont aussi l'autorisation de jouer, mais dans les niveaux B ou moins.
C'est entre l'âge de 4 et 14 ans que la majorité des joueuses commencent la pratique de la ringuette. Plusieurs joueuses ont commencé leur carrière sur patins lors des programmes de clubs de patinage artistique pour ensuite découvrir qu'il existe un sport d'équipe qui leur permettent d'utiliser pleinement leurs habiletés de patinage. Plusieurs joueuses de hockey ont joué leurs premiers matchs de ringuette vers l'âge de 12-13 ans et ont évolué par la suite au niveau Open ou Élite.

## Compétitions au Canada
La ringuette se joue aussi bien à un niveau récréatif qu'à un niveau plus compétitif. En plus d'offrir aux joueuses des dizaines de tournois locaux, des championnats provinciaux  et un championnat national canadien, la ringuette est aussi présente lors des Jeux du Québec et des Jeux du Canada. Le plus haut niveau de compétition au Canada se retrouve au sein  de la Ligue nationale de ringuette.

### Ligue Élite de Ringuette du Québec
Au Québec, plus de 41 associations locales sont impliqués au niveau de l'organisation de la ringuette: C'est près de 16 000 jeunes filles qui participent annuellement au championnat dans les diverses catégories. Au niveau élite, la LERQ (Ligue Élite de Ringuette du Québec) est créée en 1994. C'est une ligue qui rassemble les meilleures joueuses de niveau U14 A, U16 AA et U19 AA à travers le Québec et le nord de l'Ontario. Dans les catégories AA on retrouve des équipes régionales qui rassemblent plusieurs associations locales. Une saison de la LERQ présente environ vingt matchs par équipe. À la fin de la saison, la ligue donne des prix aux meilleures pointeuses, défenseurs et gardiennes de but. La saison se termine par le championnat provincial québécois et l'équipe gagnante représente par la suite le Québec au championnat national canadien. Par contre, les équipes de l'Ontario ne peuvent pas se présenter à ce championnat Québécois.
Les équipes ontariennes AA présentes dans la LERQ sont Ottawa, West Ottawa, Nepean et Gloucester. Les équipes québécoises AA sont : Montréal, B.L.L (Bourassa, Laval, Lanaudière), Rive-Sud, Outaouais, Laurentides, Richelieu-Yamaska, L.S.L (Lac Saint-Louis). Les autres régions du Québec ne présentent pas un niveau de jeu assez élevé pour se joindre à la LERQ. Les équipes de benjamine A de la LERQ sont : Ottawa, Nepean, Gloucester, West Ottawa, Des Moulins, Repentigny, Laval, St-Bruno, Ste-Julie, Rousillon, Gatineau, Saint-Eustache, Blainville, Pointe-Claire, 4-Cités, Pierrefond, Beaconfield-Kirkland.

### Ligue Nationale de Ringuette

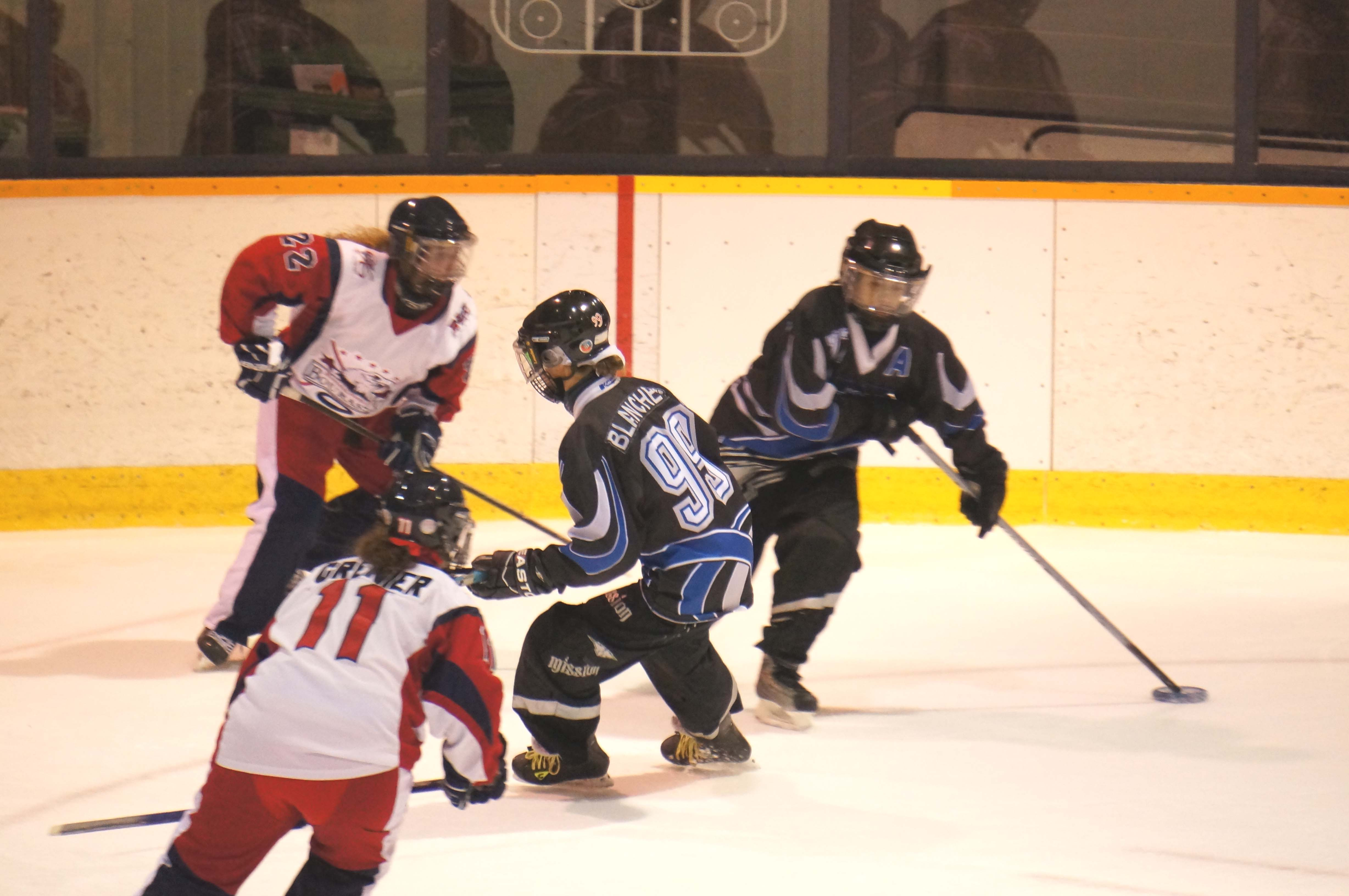
Bourassa Royal contre Montréal Mission en LNR

En 2004, la Ligue nationale de ringuette (LNR) est créée. Elle regroupe les meilleures joueuses de 19 ans et plus au Canada. 19 équipes  s'affrontent afin de conquérir le titre. La saison se déroule d'octobre à mars et en avril se tient le tournoi éliminatoire qui se tient simultanément avec les Championnats canadiens de ringuette.

### Championnats canadiens
Les Championnats canadiens de ringuette ont eu lieu pour la première fois en 1979 à Winnipeg, au Manitoba. Ce tournoi est conçu de façon à pouvoir déterminer qui sont les championnes canadiennes dans les catégories suivantes : U16, U19 et Senior (remplacée par la Ligue Nationale de Ringuette depuis 2009). Les Championnats canadiens de ringuette se déroulent habituellement en avril de chaque année. Il n'y a pas eu de championnats canadiens en 2008.
| Année | Lieu                  | U16          | U19      | Sénior           |
| 2011  | Nouvelle-Écosse       | Alberta      | Québec   | Edmonton WAM!    |
| 2010  | Saskatchewan          | Alberta      | Ontario  | Edmonton WAM!    |
| 2009  | Île-du-Prince-Édouard | Ontario      | Alberta  | Cambridge Turbos |
| 2007  | Nouvelle-Écosse       | Saskatchewan | Québec   | Alberta          |
| 2006  | Québec                | Québec       | Manitoba | Ontario          |
| 2005  | Manitoba              | Québec       | Alberta  | Alberta          |
| 2004  | Alberta               | Manitoba     | Ontario  | Alberta          |
| 2003  | Ontario               | Manitoba     | Ontario  | Alberta          |
| 2002  | Saskatchewan          | Alberta      | Manitoba | Ontario          |

### Coupe Challenge des universités
La compétition annuelle regroupe 14 universités canadiennes, en 2 conférences et est organisé par Sport interuniversitaire canadien et l'association Canadian University Ringette.
Champions universitaires  :
- 2011: Université de Calgary[16],[17]
- 2010: Université de Brock[18]
- 2009: Université de Calgary[19]
- 2008: Université de Guelph[20]
- 2007: Université de Calgary[21]
- 2006: Université d'Ottawa[22],[23]
- 2005: Université de Calgary[24]
- 2004: Université de Calgary
- 2003: Collège universitaire de Saint-Boniface
- 2002: Collège universitaire de Saint-Boniface
- 2001: Université du Manitoba, équipe A
- 2000: Collège universitaire de Saint-Boniface
- 1999: Université de Winnipeg

### Jeux du Canada
Les Jeux du Canada d'hiver sont une compétition multi-sport d’une durée de deux semaines. Les Jeux du Canada  représente une importante compétition nationale. Vingt et une disciplines sportives figurent au programme des jeux dont la Ringuette. La ringuette prend part dans l’événement pendant une des deux semaines des Jeux. Habituellement la compétition débute le lundi suivie de la demi-finale le vendredi soir et de la grande finale le samedi. Les meilleures athlètes des dix provinces s'y retrouvent sous la bannière d'équipes de chacune des provinces. Les Jeux se tiennent à tous les 4 ans.
Ringuette aux Jeux du Canada 2011 à Halifax 
- Or : Ontario
- Argent : Alberta
- Bronze : Québec
- 4e : Saskatchewan
- 5e : Manitoba
- 6e : Nouvelle-Écosse
- 7e : Nouveau-Brunswick
- 8e : Colombie-Britannique
- 9e : Île-du-Prince-Édouard

Ringuette aux Jeux du Canada 2007 à Whitehorse 
- Or : Ontario
- Argent : Alberta
- Bronze : Québec
- 4e : Manitoba
- 5e : Colombie-Britannique
- 6e : Nouveau-Brunswick
- 7e : Saskatchewan
- 8e : Nouvelle-Écosse
- 9e : Île du Prince-Édouard

Ringuette aux jeux du Canada 2003 à Bathurst-Campbelton 
- Or : Ontario
- Argent : Manitoba
- Bronze : Colombie-Britannique
- 4e : Alberta
- 5e : Québec
- 6e : Saskatchewan
- 7e : Nouvelle-Écosse
- 8e : Nouveau-Brunswick
- 9e : Île du Prince-Édouard

Ringuette aux Jeux du Canada 1999 à Corner Brook 
- Or : Ontario
- Argent : Manitoba
- Bronze : Saskatchewan
- 4e : Alberta
- 5e : colombie Britannique
- 6e : Quebec
- 7e : Nouveau-Brunswick
- 8e : Nouvelle-Écosse
- 9e : Île-du-Prince-Édouard
- 10e : Territoires du Nord-Ouest
- 11e : Terre-Neuve

Ringuette aux Jeux du Canada 1995 à Grande Prairie 
- Or : Alberta
- Argent : Manitoba
- Bronze : Colombie-Britannique
- 4e : Ontario
- 5e : Québec
- 6e : Saskatchewan
- 7e : Nouveau-Brunswick
- 8e : Nouvelle-Écosse
- 9e : Île-du-Prince-Édouard
- 10e : Terre-Neuve
- 11e : Territoires-du-Nord-Ouest

Ringuette aux Jeux du Canada 1991 à Charlottetown 
- Or : Alberta
- Argent : Ontario
- Bronze : Colombie-Britannique
- 4e : Manitoba
- 5e : Saskatchewan
- 6e : Québec
- 7e : Nouvelle-Écosse
- 8e : Île-du-Prince-Édouard
- 9e : Nouveau-Brunswick
- 10e : Terre-Neuve
- 11e : Territoires du Nord-Ouest

## La ringuette autour du monde
Sur la scène internationale, une demi-douzaine de pays pratiquent cette discipline sportive, particulièrement là où les sports d'hiver abondent. Les ligues de ringuette de niveau élite sont présentes en Scandinavie et au Canada. Nous retrouvons également la ringuette de manière organisée aux États-Unis et en Russie qui, comme le Canada et la Finlande, la Suède et la République tchèque sont tous membres de la Fédération internationale de ringuette fondée en 1986. Le Canada a toujours été l'ambassadeur le plus actif dans la fédération internationale. De fait, des équipes canadiennes parcourent régulièrement différents pays  pour démontrer comment se pratique cette discipline sportive (par la tenue de matches amicaux d'exhibition). Récemment des équipes canadiennes se sont rendues dans des pays aussi éloignés que le Japon, l'Australie et la Nouvelle-Zélande.
La fédération internationale de ringuette annonce de nouvelles activités de promotion et de développement en Norvège, en Slovaquie, ainsi qu'en Corée du Sud.

### Clubs finlandais
En 1979, Juhani Wahlsten introduit le sport de la ringuette en  Finlande. Wahlsten crée quelques équipes à Turku. Le premier club de ringuette est le Ringetteläisiä Turun Siniset. Le premier tournoi a lieu en décembre 1980. L'Association locale de ringuette de Turku est fondé en 1981 et fait venir plusieurs entraineurs canadiens afin de faire de la formation. La semaine nationale de ski organise alors un tournoi annuel pour rassembler toutes les équipes de ringuette. L'Association nationale de ringuette de Finlande est créée en 1983. Le tournoi 1985 implique plusieurs centaines de filles. Il est alors impossible de réunir dans un seul événement tous les groupes d'âge et toutes les catégories de joueuses. La visite d'équipes canadiennes de ringuette à l'hiver 1986 popularise le sport. Aujourd'hui plusieurs milliers de jeunes finlandaises participent à des clubs de ringuette. Plusieurs localités ont des clubs importants: Naantali, Turku, Uusikaupunki. La ringuette se joue amateur au niveau local jusqu'au niveau professionnel avec la ligue d'élite  Ringeten SM-sarja. Cette ligue (fondée en 1987)  est composé de huit clubs en 2010-2011 :
- VG-62, 6 titres de championnats
- Tuusula Ringette, 6 titres de championnats
- Lapinlahden Luistin, 4 titres de championnats
- Luvian Kiekko, 3 titres de championnats
- Hyvinkää Ringette 2 titres de championnats
- Lahti Ringette, 1 championnat national
- Helsinki Ringette[34], 1 championnat national
- Raision Nuorisokiekko, 1 championnat national

### Clubs suédois
La ringuette est introduite en Suède dans les années 1980 et le premier club de ringuette est le Ulriksdals, à Stockholm. Une fédération nationale de ringuette voit le jour et la ligue d'élite Ringetteförbundet est fondée en 1994. Elle regroupe 7 clubs semi-professionnels:
- Kista Hockey
- IFK Salem
- IK Huge
- Järna SK
- Segeltorps IF
- Sollentuna HC
- Ulriksdals SK

Plusieurs équipes juniors, et nombreuses équipes de niveau amateur sont rattachées à ces 7 clubs semi-pros. La plupart des associations de ringuette sont localisées dans la région de Mälardalen.

### Clubs américains
Les États-Unis comptent 25 programmes locaux de ringuette en activité. Il existe des programmes de « villes jumelées » entre des associations de ringuette canadiennes et américaines pour l’essor du sport chez les filles américaines. Au niveau élite, USA  Ringette est l'organisme responsable de l'équipe nationale des États-Unis.

### Clubs français
La ringuette est un sport méconnu en France où il n'existe que trois clubs locaux, tous situés en Bretagne : Rennes, Langueux et Vannes. Ces trois clubs regroupent environ une centaine de membres et contrairement à tous les autres pays, il y a autant de garçons que de filles. En 1992, l'équipe de France part au Quebec pour participer au championnat du Monde. Puis l'expérience est reconduite en 1994 à Helsinki en Finlande. En 2005, pour la première fois, une sélection de joueuses françaises compétitionne dans un tournoi international à Prague en République tchèque.

## Championnats mondiaux de ringuette
La ringuette est devenue un sport féminin international. Depuis 1990, les championnats mondiaux sont à tous les deux ans. Mais après le championnat du monde de 2004 tenu en Suède, ils sont à tous les trois ans. L'équipe nationale gagnante remporte le trophée Sam Jacks.
Les premiers Championnats du monde sont tenues en 1990 à Gloucester au Canada: 3 pays sont impliqués (le Canada, la Finlande et les États-Unis) dans 8 équipes. La Finlande se classe septième et les États-Unis huitième pendant que des équipes canadiennes monopolisent le podium.
Le deuxième championnat du monde a lieu en 1992 à Helsinki, en Finlande. Il y a en compétition deux équipes du Canada, la Finlande, les États-Unis, la France, la Suède et la Russie,
La troisième Coupe du Monde est jouée en 1994 dans le Minnesota, aux États-Unis. Participe deux équipes du Canada, la Finlande, les États-Unis, la Suède et la Russie. La Finlande remporte son tout premier championnat du monde en ringuette.
Les Championnats Mondiaux de 1996 ont lieu à Stockholm, en Suède. Le Canada gagne la médaille d'or après avoir défait 6-5 en prolongation la Finlande. La Finlande devient le plus féroce compétiteur du Canada. Depuis 1994, ces deux pays se disputent le titre mondial. La Finlande l'emporte en 1994 et en 2000, tandis que la Canada gagne la médaille d'or en 1996 et en 2002. La victoire obtenue par le Canada en 2002 est particulièrement marquante. Après s'être incliné par la marque de 4-3 en prolongation contre la Finlande en 2000, le Canada prend sa revanche en l'emportant contre sa rivale par la marque de 3-1 devant une aréna comble de 4,000 supporteurs à Edmonton, en Alberta. Le match de finale est télévisé en direct sur CBC  et suivie par 544 000 téléspectateurs canadiens.
Depuis les Championnats du monde de 2004, c'est la Finlande qui domine. Les Championnats du Monde 2004 sont joués à Stockholm en novembre, la Finlande remporte le championnat du monde en écrasant le Canada 9-3 en finale.
En 2007, les Championnats du monde sont joués à Ottawa, au Canada,,. La finale de la Coupe nécessite du temps supplémentaire car à un peu plus d’une minute à faire au temps réglementaire, la Finlandaise Marjukka Virta crée l’égalité 4-4, et Anne Pohjola marque un but qui permet à la Finlande de vaincre le Canada  5-4,. De son côté, la Suède remporte sa première médaille au Mondial (une de bronze) en battant les États-Unis 10-9 en temps supplémentaire.
En 2010 la Finlande remporte son cinquième titre mondial devant ses partisans à Tampere en battant de nouveau le Canada,. De son côté les États-Unis ont leur revanche sur la Suède en l'écrasant 19-1.
Les prochains championnats mondiaux, qui fêteront les 50 années d'existence de la ringuette auront lieu en 2013 à North Bay au Canada.
| Année | Lieu       | Or           | Argent     | Bronze       |
| 2013  | North Bay  |              |            |              |
| 2010  | Tampere    | Finlande     | Canada     | États-Unis   |
| 2007  | Ottawa     | Finlande     | Canada     | Suède        |
| 2004  | Stockholm  | Finlande     | Canada     | États-Unis   |
| 2002  | Edmonton   | Canada       | Finlande   | États-Unis   |
| 2000  | Helsinki   | Finlande     | Canada     | États-Unis   |
| 1996  | Stockholm  | Canada       | Finlande   | États-Unis   |
| 1994  | St. Paul   | Finlande     | Canada Est | Canada Ouest |
| 1992  | Helsinki   | Canada Ouest | Canada Est | Finlande     |
| 1990  | Gloucester | Alberta      | Ontario    | Québec       |

## Championnats mondiaux des clubs
Le premier Championnat mondial des clubs (CMC)  rassemble en novembre 2008 les six meilleurs clubs du monde entier,. Le tournoi international a lieu à Sault Ste-Marie, au Canada. Quatre équipes de la Ligue nationale de ringuette (Canada) et 2 équipes de la ligue d’élite finlandaise y participent : Turbos de Cambridge, Montréal Mission, RATH de Calgary, Lightning de Richmond Hill participent avec EKS-Espoo et LuKi-82 Luvia. Le Tournoi est remporté par le club canadien les Turbos de Cambridge,,.
Classement: 
- 1er : Turbos de Cambridge[81], 5 victoires - aucune défaite.
- 2e : LuKi-82 Luvia[82], 3 victoires - 2 défaites
- 3e : RATH de Calgary[83], 2 victoires - 2 défaites
- 4e : EKS-Espoo[84], 1 victoire - 3 défaites
- 5e : Montréal Mission[85], 1 victoire - 3 défaites
- 6e : Lightning de Richmond Hill[86], 1 victoire - 3 défaites

Les prochains championnats mondiaux des clubs se tiendront à Turku, en Finlande, du 27 décembre 2011 au 1er janvier 2012. Le Canada y sera représenté par deux équipes de la Ligue nationale de ringuette, à savoir le champion du monde en titre des clubs, les Turbos de Cambridge, et par le Lightning de Richmond Hill. 3 clubs représenteront la Finlande: Lapinlahden Luistin-89, Luvian Kiekko-82, Raision Nuorisokiekko Ry. De plus il est question que le club suédois Ulriksdals SK Ringette se joignent au tournoi.

## Championnats mondiaux des moins de 19 ans
Le premier Championnat du monde junior de ringuette a lieu en août 2009 à Prague, en République tchèque : deux équipes canadiennes (Canada-Ouest U-19 et Canada-Est U-19) affrontent deux équipes finlandaises, Finland White et Finland Blue.
Classement : 
- Or : Finland White[94]
- Argent : Canada Est
- Bronze : Finland Blue
- 4e : Canada-Ouest

Le deuxième Championnat du monde junior se tiendra en décembre 2012 dans la ville de London au Canada.

## Joueuses emblématiques
Finlande :
- Petra Ojaranta
- Anne Pohjola
- Katja Kortesoja
- Marjukka Virta
- Anna Vanhatalo
- Sally Kyhala

 Canada :
- Julie Blanchette
- Stéphanie Séguin
- Jennifer Hartley

 États-Unis :
- Jody Nouwen